# Rhacophorus namdaphaensis
Rhacophorus namdaphaensis és una espècie de granota que viu a l'Índia i, possiblement també, a la Xina i Myanmar.